# Stigmidium xanthoparmeliarum
Stigmidium xanthoparmeliarum är en lavart som beskrevs av Hafellner 1994. Stigmidium xanthoparmeliarum ingår i släktet Stigmidium och familjen Mycosphaerellaceae.   Inga underarter finns listade i Catalogue of Life.